# Frankenstein (film din 1994)
Frankenstein (în engleză Mary Shelley's Frankenstein) este un film de groază din 1994 regizat de Kenneth Branagh cu Robert De Niro, Tom Hulce, Helena Bonham Carter și Kenneth Branagh în rolurile principale. Filmul este o adaptare a romanului lui Mary Shelley, Frankesnstein.

## Prezentare
După moartea mamei sale, Victor Frankenstein își părăsește sora vitregă de care era îndrăgostit nebunește și pleacă să studieze la Ingolstadt. Acolo se împrietenește cu Henry, un tânăr student cu înclinații spre frivolitate. În ciuda companiei vesele a lui Henry, atenția lui Victor este atrasă de către profesorul Waldman, despre care se zvonea că și-ar fi petrecut tinerețea explorând posibilitățile omului de a crea o nouă viață. În curând, Victor devine obsedat de ideea de a continua munca profesorului. Într-o noapte, eforturile și îndelungata-i căutare îi sunt răsplătite și Creatura prinde viață. Dându-și seama prea târziu de urmările pe care le-ar putea avea experimentul său, el încearcă să-și distrugă opera. Însă Creatura reușește să scape și se refugiază într-un coteț, de unde urmărește săptămâni în șir viața armonioasă a unei familii sărace. Încercarea de a-și găsi un loc în mijlocul acestei familii eșuează și singură, pe culmile deznădejdii și ale furiei, pleacă să-și caute creatorul. De aici începe coșmarul care-i va distruge pe Victor și pe cei dragi lui. Strigătul de deznădejde al lui Victor ar trebui să fie un avertisment pentru toți muritorii. Oricât de inventiv și măreț ar fi Omul, el nu poate să înșele moartea și trebuie să se supună legilor divine.

## Distribuție
- Robert De Niro este Creatura lui Frankenstein
- Kenneth Branagh este Victor Frankenstein
- Tom Hulce este Henry Clerval
- Helena Bonham Carter este Elizabeth
- Ian Holm este Baronul Frankenstein
- John Cleese este Profesorul Waldman
- Aidan Quinn este Căpitanul Robert Walton
- Trevyn McDowell este Justine Moritz
- Celia Imrie este Dna. Moritz
- Cherie Lunghi este Caroline Frankenstein
- Ryan Smith este William Frankenstein

## Premii și nominalizări
| Premiu                      | Categorie              | Beneficiari și nominalizați                | Rezultat     |
| --------------------------- | ---------------------- | ------------------------------------------ | ------------ |
| Academy Awards              | Best Makeup            | Daniel Parker, Paul Engelen, Carol Hemming | Nominalizare |
| British Academy Film Awards | Best Production Design | Tim Harvey                                 | Nominalizare |
| Saturn Awards               | Best Horror Film       | Kenneth Branagh                            | Nominalizare |
| Saturn Awards               | Best Actor             | Kenneth Branagh                            | Nominalizare |
| Saturn Awards               | Best Actress           | Helena Bonham Carter                       | Nominalizare |
| Saturn Awards               | Best Make-up           | Daniel Parker, Paul Engelen                | Nominalizare |
| Saturn Awards               | Best Music             | Patrick Doyle                              | Nominalizare |
| Saturn Awards               | Best Supporting Actor  | Robert De Niro                             | Nominalizare |
| Saturn Awards               | Best Writing           | Steph Lady, Frank Darabont                 | Nominalizare |